# Seeschlacht von Lepanto
Die Seeschlacht von Lepanto fand am 7. Oktober 1571 im Ionischen Meer vor dem Eingang zum Golf von Patras bei Lepanto (griechisch Nafpaktos, türkisch İnebahtı) im heutigen Griechenland statt. Die christlichen Mittelmeermächte, organisiert unter Papst Pius V., mit Spanien an der Spitze, errangen hier einen überraschenden Sieg über das Osmanische Reich. Oberbefehlshaber auf der Seite der Heiligen Liga von 1571 war Don Juan de Austria, auf osmanischer Seite Kaptan-ı Derya Ali Pascha, der in der Schlacht fiel. Sie ist die Seeschlacht mit den meisten Gefallenen an einem Tag.

## Vorgeschichte
1570 wurde die von der Republik Venedig kontrollierte Insel Zypern durch die Osmanen unter Piyale Pascha und Lala Kara Mustafa Pascha erobert. Unter dem Eindruck dieses Ereignisses suchten die christlichen Mächte auf Vermittlung des Papstes Pius V. die direkte Konfrontation mit dem Osmanischen Reich im östlichen Mittelmeer. Am 1. August 1571 war die letzte venezianische Garnison von Famagusta nach viermonatiger Belagerung an die Türken gefallen, die den Kommandanten Marcantonio Bragadin grausam hinrichteten.
Von Juli bis Mitte September 1571 versammelte sich die Flotte der christlichen Liga unter dem Oberbefehl von Don Juan d’Austria im Hafen von Messina. Von insgesamt 213 Schiffen stellten die Venezianer mit 105 Galeeren und 6 Galeassen das größte Kontingent. Am Morgen des 16. September lief die christliche Flotte aus und umrundete am 24. September den Stiefelabsatz von Apulien.
Im Jahr 1571 umfasste die gesamte osmanische Kriegsflotte 500–600 Galeeren mit mehr als 150.000 Mann Besatzung.
Der Kapudan Pascha im westlichen Meer, Müezzinzade Ali, begann sofort mit Plünderungszügen gegen befestigte venezianische Stützpunkte im Ionischen Meer, ein starkes Geschwader stieß im September sogar nach Zara vor.
Nach dem gemeldeten Anmarsch der christlichen Flotte zog sich die osmanische Flotte über die Bucht von Naupaktos in den Golf zurück und versammelte 255 Galeeren und Galeoten, mit rund 80.000 Mann Besatzung (davon 34.000 Soldaten) an Bord. Am westlichen Eingang des Golfs von Patras, zwischen der Insel Oxia und Kap Skropha, segelte die christliche Flotte durch und wurde dann von der osmanischen Flotte, welche in der Nacht des 6. Oktober Lepanto (Naupaktos) verlassen hatte, zum Kampf gestellt. Die Schlacht wurde südlich der ehemaligen Insel Koutsilaris vor dem Eingang zum Golf von Patras ausgetragen. Vor der Schlacht formierten sich die Schiffe der Heiligen Liga bei der kleinen Insel Oxia, um von dort die gegnerische Flotte in einem strategischen Verbund anzugreifen.

## Verlauf

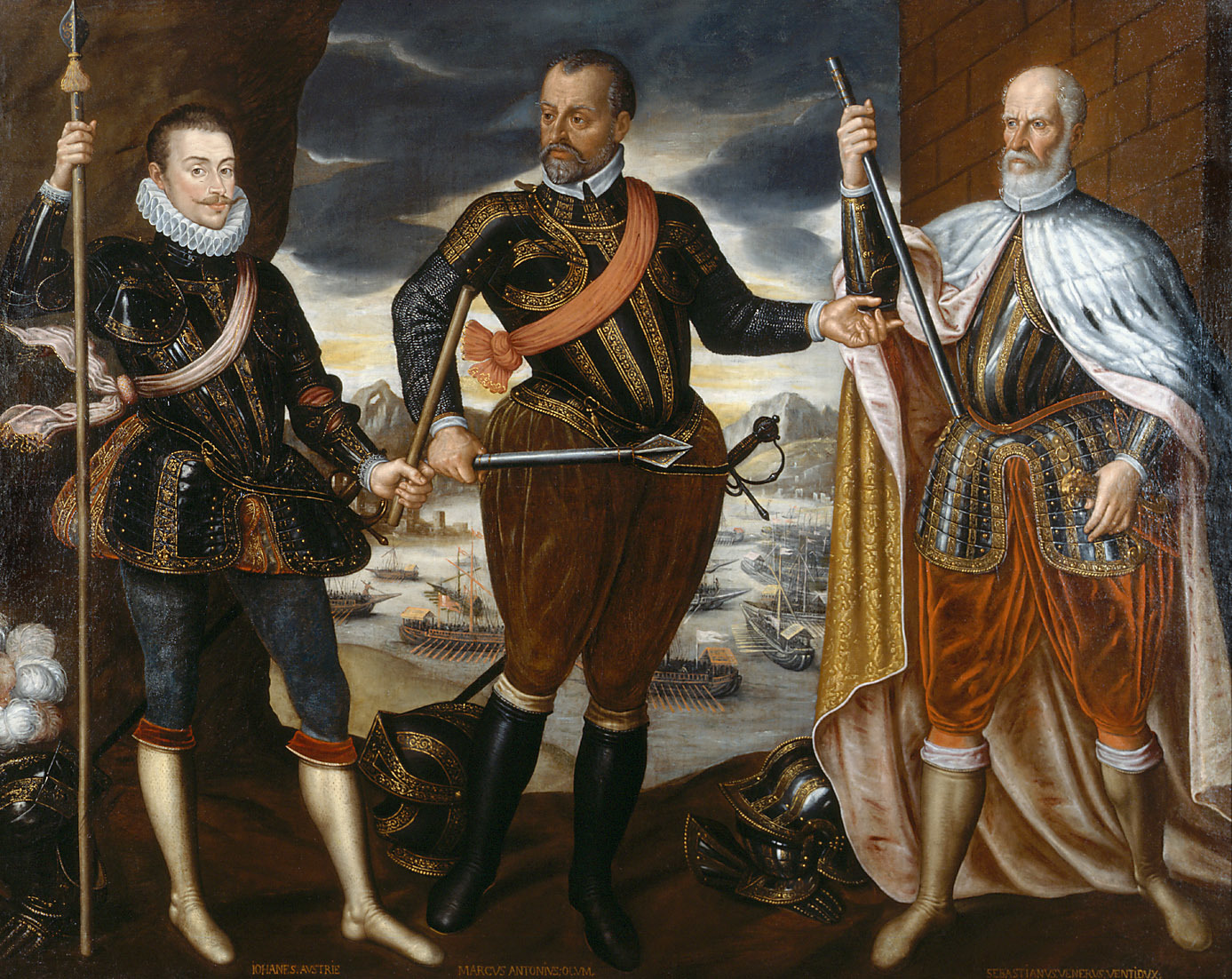
Die Befehlshaber von Lepanto (von links: Don Juan de Austria, Marcantonio Colonna, Sebastiano Venier)

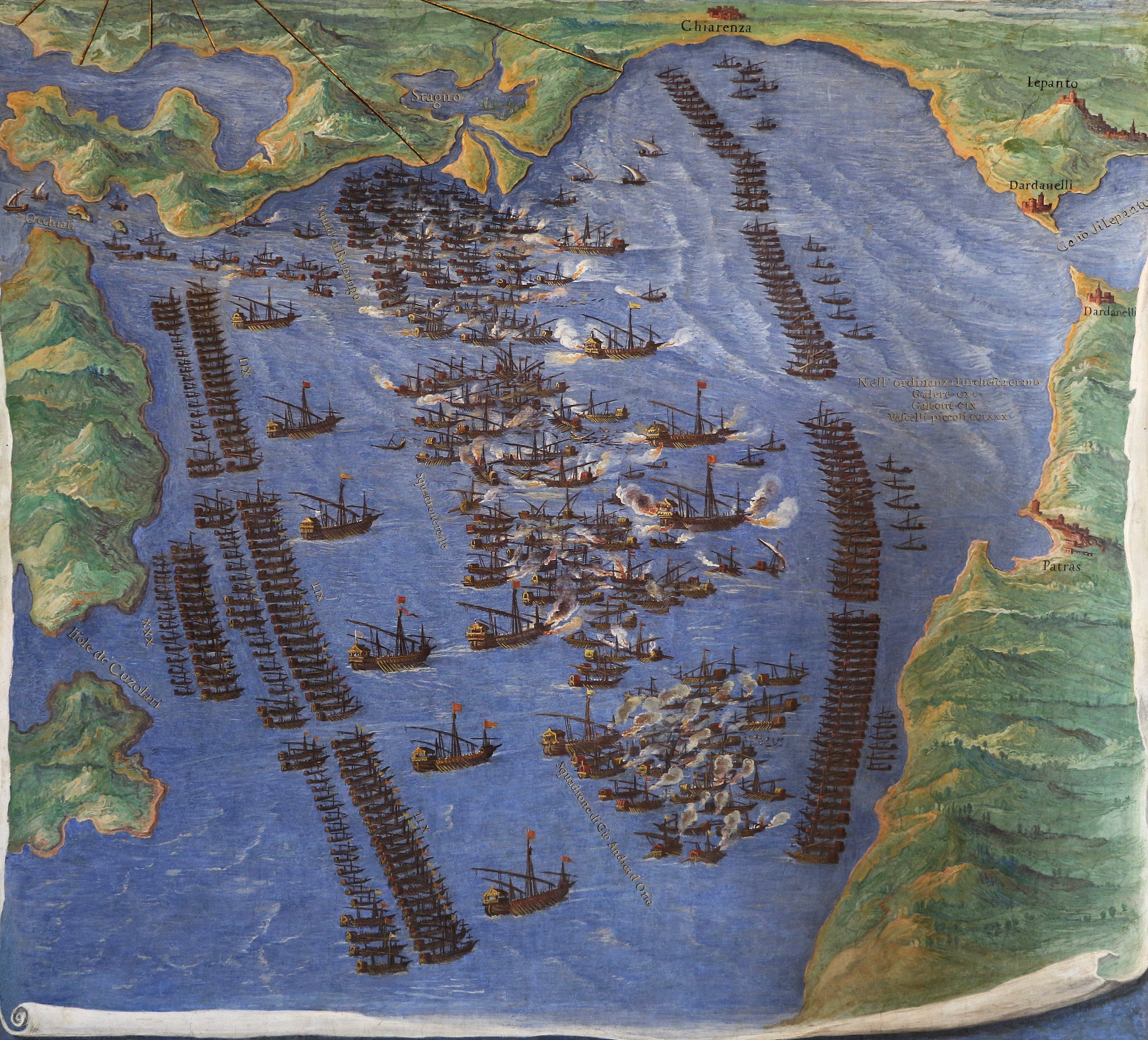
Die Seeschlacht von Lepanto in der Karten-Galerie des Vatikans

Am Morgen des 7. Oktober 1571 steuerten die beiden Flotten bei ruhiger See und klarer Sicht aufeinander zu. Don Juan de Austria, auf der Galeere La Real („Die Königliche“), führte 206 Galeeren in die Schlacht. Ihm unterstanden 40.000 Matrosen und Ruderer sowie 28.000 Soldaten. Die meisten Galeeren verfügten über eine große Kanone am Bug und vier kleinere, flankierende Geschütze. Die Flotte des Sultans war noch größer: Insgesamt zählte sie 255 Galeeren mit Kanonen sowie 18 zumeist kleinere Schiffe.
Don Juan organisierte mit der christlichen Flotte eine parallel laufende, mehrere Kilometer breite Schlachtlinie. Im Zentrum der christlichen Linie standen 64 Galeeren unter Don Juan, das Flaggschiff La Real war beidseitig flankiert von den Galeeren des venezianischen Vizekommandeurs Sebastiano Venier und des päpstlichen Admirals Marcantonio Colonna. Weitere spanische Unterführer in der Mitte waren Gil d`Andrada und Sancho de Leyva. Am linken nördlichen Flügel, der an Kap Skropha anlehnte, führten die Venezianer 53 Galeeren unter dem Oberbefehl des Provveditore Agostino Barbarigo, sowie Antonio Canale und Marco Querini als Führer der linken und rechten Flanke. Der rechte Flügel unter Giovanni Andrea Doria, 54 Galeeren stark, konnte bei der Eröffnung der Schlacht nicht schnell genug formiert werden. Die Vorhut des sizilianischen Geschwaders unter Juan de Cardona y Requesens zog sich zurück und schloss die beim Formieren entstandene Lücke zwischen dem Zentrum und dem nach Süden verlängerten Flügel unter Doria. Hinter der Front wurde ein viertes Geschwader unter dem Befehl des Marques de Santa Cruz, bestehend aus 38 Galeeren, als Reserve platziert.
Die Front war somit in ihrer Gesamtheit in drei Hauptabschnitte aufgeteilt: einen südlichen, einen mittleren sowie einen nördlichen Abschnitt. Die sechs großen venezianischen Galeassen wurden im Norden und in der Mitte eingesetzt. Sie waren ein wichtiger Grund für den Sieg der Heiligen Liga, da sie mit ihren Kanonen Geschosse größeren Kalibers abfeuern konnten und wegen der hohen Bordwand nur äußerst schwer zu entern und zu kapern waren. Bestückt waren sie nicht nur am Bug mit neun größeren Kanonen, sondern – im Gegensatz zu den Galeeren – auch mit Geschützen an den Schiffsseiten. Dadurch waren sie im Nahkampf fähig, auch Schiffe, die zum Entern längsseits gingen, zu beschießen.
Müezzinzade Ali Pascha, der Oberbefehlshaber der Türken, hatte seine Schiffe ebenfalls in drei Geschwader und eine Reserveeinheit aufgeteilt. Seine Schlachtreihe war mehr als 1000 Meter länger als die der Christen. Das Zentrum befehligte Ali Pascha selbst, ebenso wie Don Juan de Austria das der Heiligen Liga. Den rechten Flügel kommandierte Ali Şuluk Reis, später im Westen bekannter als Mehmed Sirocco, und den linken Flügel führte der Vizebefehlshaber der osmanischen Flotte, Uludsch Ali Pascha.
Um 9.30 Uhr, nach dem Gottesdienst für die Flotte, ließ Don Juan an Bord seines Flaggschiffes Real eine Signalkanone abfeuern. Ali Pascha antwortete von Bord seines Flaggschiffes Sultana in gleicher Weise. Daraufhin begann die Schlacht. Um 10.00 Uhr kam leichter Westwind auf und beide Nordflügel bewegten sich vorwärts. Um 10.20 Uhr bezogen zwei Galeassen vor dem zentralen christlichen Geschwader Stellung. Um 10.30 Uhr eröffneten zwei weitere venezianische Galeassen, vor dem Nordflügel liegend, das Feuer. Bereits mit dem dritten Schuss versenkten sie eine türkische Galeere. Die Feuerkraft der Galeassen schlug tiefe Breschen in die feindliche Schlachtordnung. Im Zentrum und besonders am Nordflügel kamen viele türkische Galeeren vom Kurs ab, ihre Ruderer waren entweder verwundet oder tot.
Um 10.40 Uhr prallten die Geschwader am Nordflügel aufeinander und die Galeeren verhakten sich ineinander. Die meisten christlichen Soldaten waren mit Arkebusen bewaffnet, schweren Schusswaffen, deren Bleikugeln sogar starke Rüstungen durchschlagen konnten. Die meisten türkischen Soldaten kämpften hingegen noch mit Pfeil und Bogen. Da der enge Golf keinen Platz für raumgreifende Manöver ließ, wurde im Grunde ohne Strategie oder Taktik im Nahkampf, Schiff gegen Schiff und Mann gegen Mann, gekämpft.
Um 11.00 Uhr kreisten fünf türkische Galeeren das venezianische Flaggschiff ein, und türkische Soldaten enterten das Flaggschiff der Republik, die San Marco. Admiral Barbarigo, der das Visier seines Helms geöffnet hatte, um sich besser Gehör zu verschaffen, wurde, von einem türkischen Pfeil ins rechte Auge getroffen, tödlich verletzt. Als sie den feindlichen Befehlshaber fallen sahen, verstärkten die Türken ihren Sturm auf die Galeere. Nur mit größter Mühe konnten die Venezianer ihr Schiff halten, bis ihnen eine Galeere aus dem Reservegeschwader zu Hilfe kam. Entlang der gesamten Schlachtlinie tobte der Kampf erbittert weiter, bis es der Liga nach und nach gelang, die türkischen Galeeren gegen die nahen Klippen zu drängen. Viele Türken sprangen daraufhin von Bord und versuchten, schwimmend das Land zu erreichen.
Zur gleichen Zeit befahl Ali Pascha, mit der Sultana direkten Kurs auf Don Juans Flaggschiff La Real zu nehmen. Innerhalb kürzester Zeit drängten sich in diesem Treffen über 30 Galeeren auf engstem Raum aneinander. Die Elitekrieger des Sultans, die Janitscharen, kämpften an vorderster Front gegen die Leibtruppen Don Juans. Don Juan selbst wurde bei der Abwehr der Entertruppen am Bein verletzt. Seine Leibwachen zogen ihn aus dem Kampfgetümmel und brachten ihn in Sicherheit. Der venezianische Vizekommandeur, Sebastiano Venier, selbst erst kurz zuvor von Don Juan de Austria degradiert, eilte dem Oberkommandierenden zu Hilfe. Hunderte Kämpfer waren nun in einen blutigen Nahkampf verwickelt. Den Spaniern gelang es, die Türken zurückzudrängen. Sogar Rudersklaven sollen freigelassen und bewaffnet worden sein, um beim Angriff der Türken das Schiff zu halten.
Erste Truppen enterten nun ihrerseits die Sultana. Ali Pascha wurde von einer Kugel in die Stirn getroffen. Daraufhin erlahmte der Widerstandswille seiner Truppen, und die Sultana wurde erobert. Ali Paschas Kopf wurde abgeschlagen und weithin sichtbar hochgehalten.
Ein Geschwader des türkischen Südflügels versuchte noch, dem Zentrum zur Hilfe zu kommen, aber es war zu spät. Um 13.20 Uhr waren im Zentrum der Schlachtlinie alle türkischen Galeeren erobert oder versenkt worden, und unzählige Soldaten des Sultans waren gefallen.
Am Südflügel hatte sich die Lage zwischenzeitlich zum Vorteil der Türken entwickelt. Hier war es Uludsch Ali gelungen, die ihm gegenüber stehenden Verbände der Heiligen Liga nach und nach aufzureiben. Seine kampferprobten Männer konnten die dortigen christlichen Streitkräfte, hauptsächlich Malteserritter, in die Defensive drängen und schließlich das Flaggschiff der Malteser erobern. Der Oberbefehlshaber der Malteserflotte wurde dabei getötet, ebenso wie viele weitere Ritter des Malteserordens. Don Juan erhielt Nachricht von der kritischen Situation am Südflügel und ließ umgehend einen großen Verband auf den Südflügel schwenken. Als Uludsch Ali dies sah, war ihm klar, dass die Schlacht verloren war. Um nicht eingeschlossen zu werden, gab er den Befehl zum Durchbruch durch die Reihen des Gegners. Mit etwa 30 Schiffen gelang es ihm, sich abzusetzen und mit seinem Verband um die Peloponnes herum nach Konstantinopel zu segeln, wo er dem Sultan Selim II. die erbeutete große Flagge der Malteser übergab. Er erhielt vom Sultan den Ehrennamen „Kilic“ (Schwert) und war daraufhin als Kilic Ali Pascha bekannt.
Nach fünfeinhalb Stunden Kampf war die Schlacht für die Heilige Liga gewonnen. 117 feindliche Galeeren waren erbeutet, mehr als 30.000 gegnerische Soldaten getötet worden. 8000 Tote, allein 4800 davon aus Venedig, und etwa 8000 Verwundete zählten die Verbündeten. Die Heilige Liga verlor nur 13 ihrer Schiffe. Die osmanische Flotte setzte 30 ihrer Schiffe selbst auf Grund, über 60 weitere wurden versenkt. 12.000 christliche Rudersklaven wurden aus den eroberten Galeeren befreit. Damit war der Nimbus der Unbesiegbarkeit der osmanischen Mittelmeerflotte gebrochen.

## Folgen der Schlacht
Der Sieg der Heiligen Liga war psychologisch sehr wichtig, konnte aber nicht ausgenutzt werden, da kein ausreichendes Landheer zur Verfügung stand. Die Schlacht hatte allerdings große Bedeutung, als mit diesem Sieg der Mythos der unbesiegbaren Osmanen gebrochen war.
Zum ersten Jahrestag der muslimischen Niederlage am 7. Oktober 1571 wurde 1572 das Rosenkranzfest eingeführt, um die Fürsprache der Jungfrau Maria während der Schlacht zu unterstreichen. Der Tag des Sieges bleibt bis heute der katholische Gedenktag Unserer Lieben Frau vom Sieg, später in Unserer Lieben Frau vom Rosenkranz umbenannt.
Die Venezianer wollten Konstantinopel direkt angreifen, um die aktuelle Schwäche des Feindes auszunutzen. Doch Philipp II. wollte von einer Entscheidungsschlacht gegen die Türken nichts wissen. Im Mai 1572 starb Pius V., der energischste Verfechter und Rückhalt des Bündnisses. Damit zerbrach die Allianz endgültig. Venedig stand nun wieder allein dem osmanischen Großreich gegenüber. Nun suchte man, auch aus Angst vor einem Rachefeldzug der Türken und in Hinblick auf die gegenseitige Abhängigkeit in Handelsfragen, einen Ausgleich mit der Hohen Pforte.
Die osmanische Flotte hatte schon binnen Jahresfrist ihre Verluste ausgeglichen, baute über 150 Kriegsgaleeren neu und verfügte insgesamt wieder über 250 Galeeren. Ebenso ließ der Oberbefehlshaber der Flotte über 20.000 Arkebusen anfertigen. Der Großwesir Sokollu Mehmed Pascha zeigte sich von der Niederlage unbeeindruckt, als er dem venezianischen Botschafter in Konstantinopel den Unterschied zwischen Eurer und unserer Niederlage diktierte:

„Indem wir Euch das Königreich Zypern entrissen haben, haben wir Euch einen Arm abgetrennt. Indem Ihr unsere Flotte besiegt habt, habt Ihr uns nur den Bart abrasiert. Der Arm wächst nicht wieder nach, aber der Bart wächst nun umso dichter.“

Bereits 1574 eroberten die Osmanen Tunis. Dennoch war der osmanische Traum von einer Weltmacht zur See mit der Niederlage von Lepanto zerstört. Der Verlust vieler erfahrener Kommandeure, Kapitäne und Seeleute auf türkischer Seite konnte für viele Jahre nicht kompensiert werden.
Venedig schloss bereits im März 1573 einen Separatfrieden mit dem Sultan. Um die alten Privilegien im Levantehandel zu sichern, machten die Venezianer trotz des Sieges von Lepanto weitreichende Zugeständnisse. Die Republik ließ alle türkischen Gefangenen ohne Lösegeldzahlung frei und zahlte dem Sultan eine stattliche Kriegsentschädigung. Zypern blieb türkisch.
Die Schlacht vor Lepanto führte zu einer Bereinigung der Einflusssphären im Mittelmeer. Die Osmanen beschränkten sich danach auf die Sicherung ihrer Vormachtstellung im östlichen Teil, während spanische, maltesische und italienische Flotten das westliche Mittelmeer unter sich aufteilten – allerdings bis ins frühe 19. Jahrhundert bedroht von den Korsaren der Barbareskenstaaten in Nordafrika, die aus den dortigen osmanischen Provinzen hervorgingen.

## Darstellungen in der Literatur und bildenden Kunst

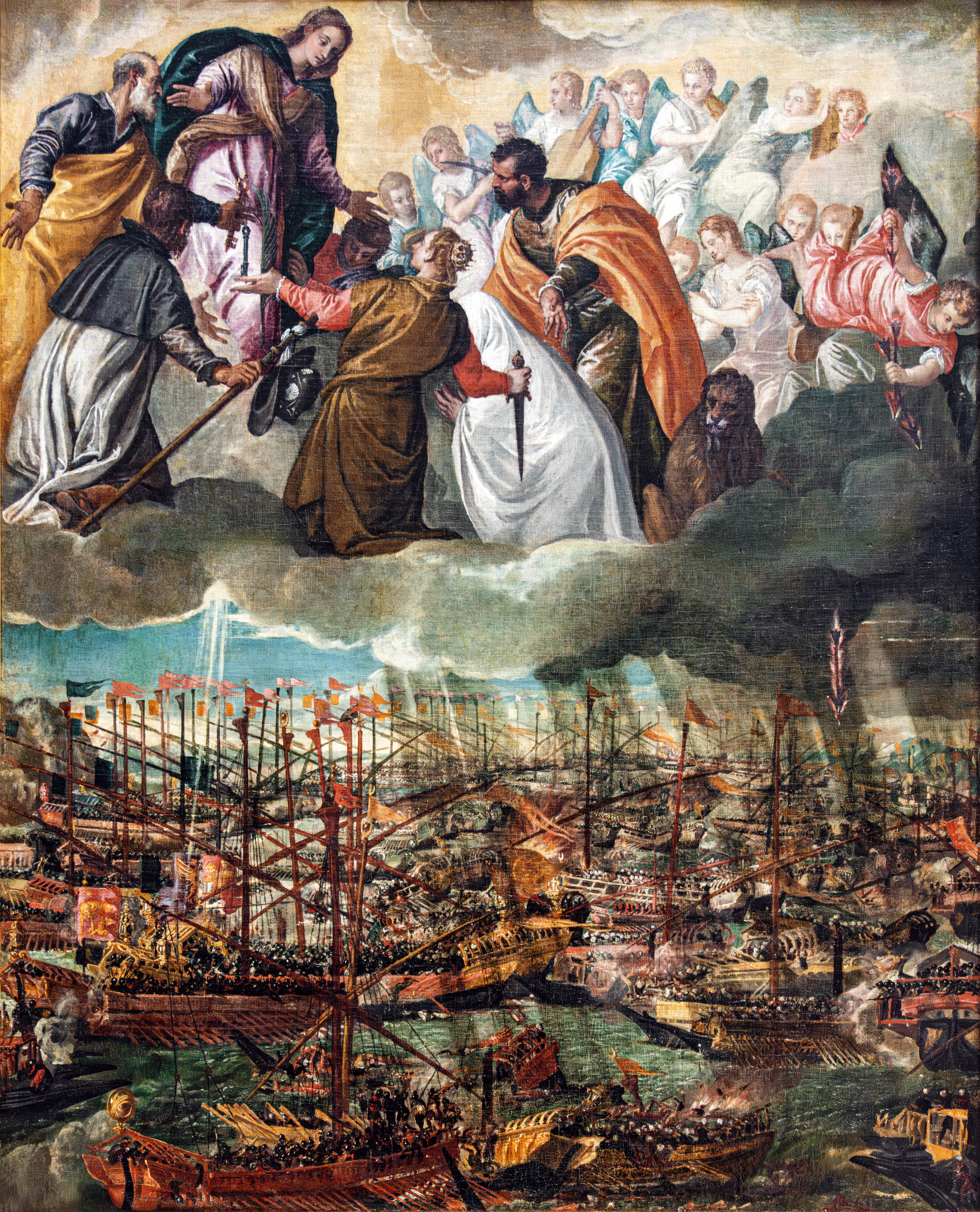
Paolo Veronese: Die Schlacht von Lepanto

Die Nachricht über den unverhofften Sieg ging wie ein Lauffeuer durch das christliche Europa. Für viele Siegesfeierlichkeiten in den beteiligten Ländern schufen Schriftsteller in kurzer Zeit Texte und (als Gelegenheitsdichtung bzw. Auftragsdichtung) insbesondere Lobgedichte und Kleinepen (Epyllien) auf den Sieg (Epinikien). Pietro Gherardi (Petrus Gherardius) sammelte als einer der ersten 1572 mehrere dieser Texte unter dem Titel In foedus et victoriam contra Turcas iuxta Sinum Corinthiacum (Venedig 1572). Im gleichen Jahr erschienen von Luigi Groto Trofeo della vittoria sacra (Venedig 1572) sowie die anonyme Sammlung Raccolta di varii poemi Latini, Greci, e Volgari (Venedig 1572). Juan Latino, Professor für Latein in Grenada und der erste Schwarzafrikaner mit literarischem Erfolg in einer europäischen Sprache, veröffentlichte 1573 ein Austrias Carmen (Gedicht auf Juan de Austria) in zwei Büchern.
Der venezianische Maler Paolo Veronese schuf wahrscheinlich bereits ein Jahr nach der Schlacht ein Ölgemälde, das heute in der Galleria dell’Accademia seiner Heimatstadt hängt. Es zeigt im unteren Teil die in der Bucht ineinander verkeilten Schiffe und darüber ein himmlisches Geschehen: die Apostel Petrus (für den Papst) und Jakobus (für Spanien, erkennbar an Pilgerstab und Pilgerhut mit Muscheln), die hl. Justina, an deren Gedenktag die Schlacht stattfand, und der Evangelist Markus, der Stadtpatron Venedigs (erkennbar an seinem Löwen), flehen die Jungfrau Maria an, der christlichen Flotte den Sieg zu schenken. Diese Bitte wird auch erhört, denn rechts beginnt bereits ein Engel, Feuerpfeile auf die osmanische Flotte zu schleudern. In einem weiteren, allegorischen Gemälde, das im Dogenpalast zu sehen ist, stellte Veronese Sebastiano Venier in den Mittelpunkt, den Kommandanten der venezianischen Flotte: Er kniet vor der Hlg. Justina, begleitet von der Hlg. Fides und dem Hlg. Markus.

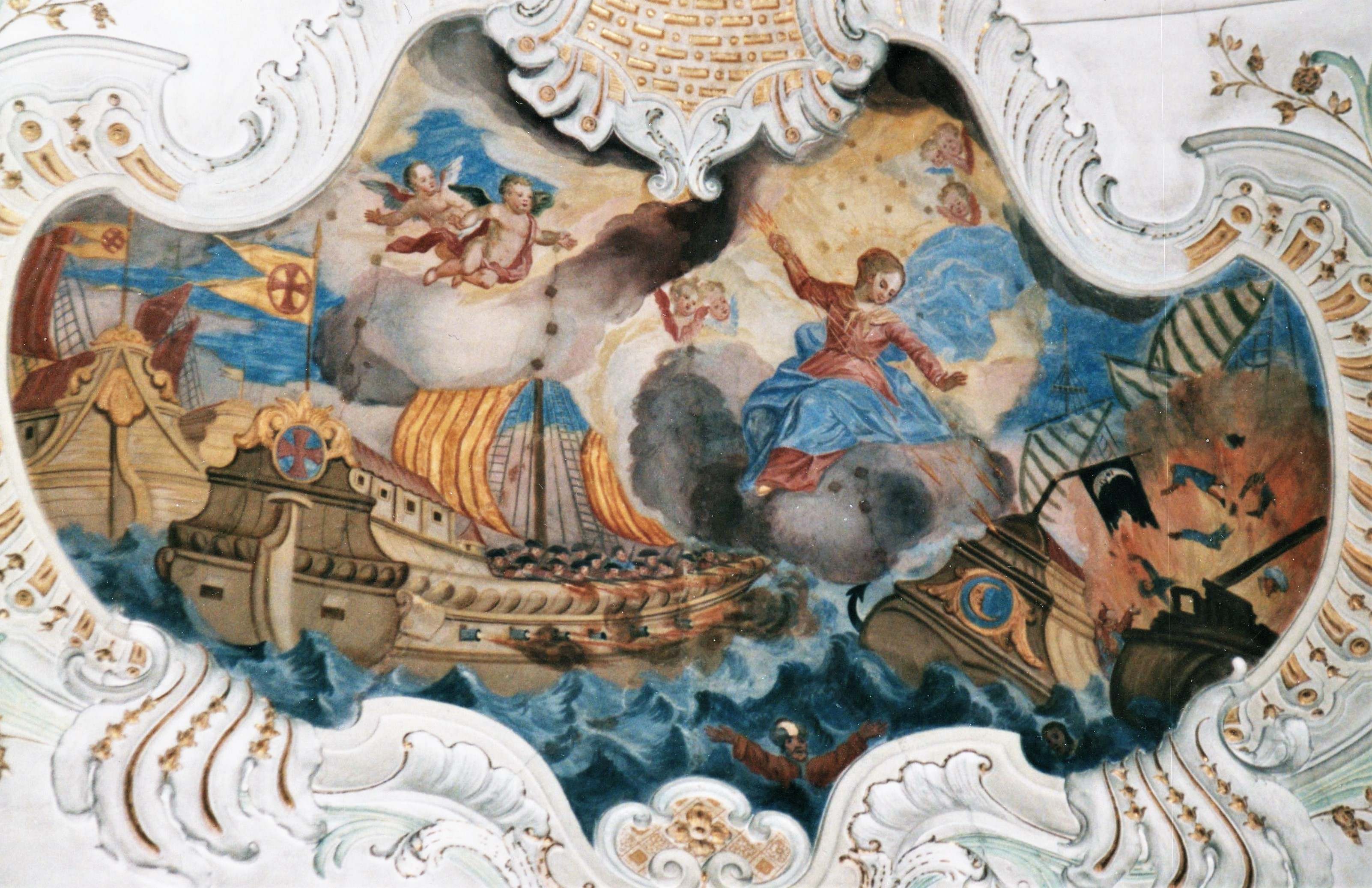
Die Muttergottes verhilft zum Sieg, Frauenkirche Günzburg, Entwurf: Dominikus Zimmermann, Ausführung: Thomas Gering

Miguel de Cervantes nahm an der Schlacht als einfacher Soldat teil. Er erlitt drei Schusswunden, zwei in der Brust, eine in der linken Hand, die dauerhaft entstellt blieb. Seine Erlebnisse sind in seinen Roman Don Quijote eingeflossen.
Der Schriftsteller Bruno Frank wiederum behandelt die Seeschlacht in seinem Roman Cervantes von 1934 in zwei Kapiteln und darüber hinaus als Vor- und Rückschau in den angrenzenden Kapiteln.
In der Speinsharter Klosterkirche hat der italienische Künstler Bartholomeo Lucchese um 1698 eines der frühesten Fresken zur Seeschlacht von Lepanto im süddeutschen Raum geschaffen. Das Bild nimmt die Mitte der Decke der sog. Rosenkranzbruderschaftskapelle ein. Als Vorlage dürfte dem Künstler ein Kupferstich oder ein Holzschnitt gedient haben.

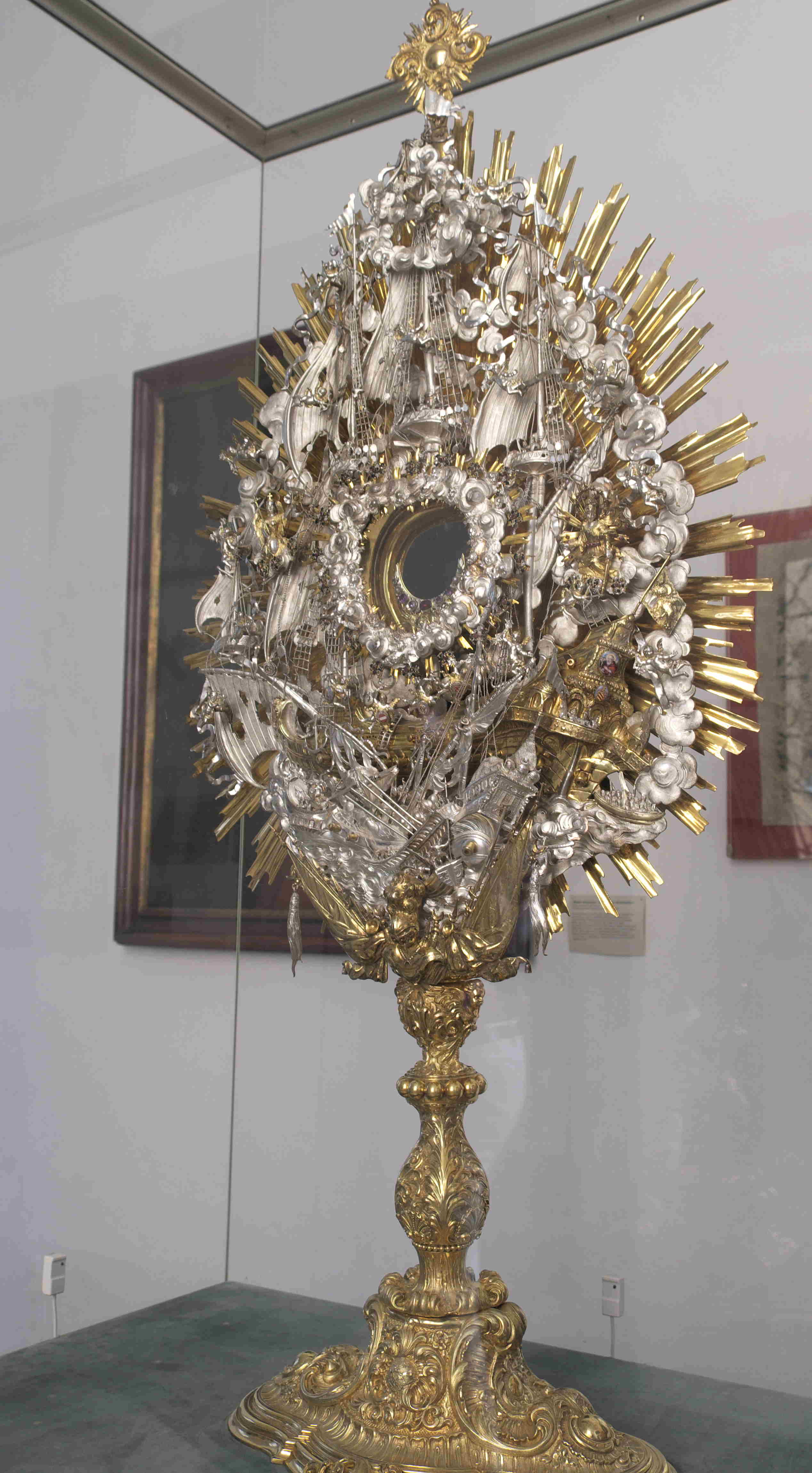
Lepantomonstranz von Goldschmied Johannes Zeckl (1708)

Eine eindrucksvolle Darstellung der Seeschlacht bei Lepanto ist eine 1708 von dem Augsburger Goldschmied Johannes Zeckl für die Bürgerkongregation gestaltete Monstranz in der Ingolstädter Asamkirche Maria de Victoria, die in einem „beispiellosen Detailreichtum“ die Schlacht schildert.
In der Pfarrkirche Mariä Himmelfahrt von Prien am Chiemsee, einer Barock-Kirche, errichtet 1734–1738, befindet sich ein monumentales Deckengemälde von Johann Baptist Zimmermann, geschaffen 1738–1740, das die Seeschlacht von Lepanto darstellt.
Das Hauptfresko in der Rokokokirche St. Ulrich in Seeg zeigt die Seeschlacht von Lepanto.
In der Wallfahrtskirche Maria Sondheim am Rand der Stadt Arnstein/Unterfranken zeigt ein Deckengemälde die Seeschlacht von Lepanto.
In einer Seitenkapelle der Stadtpfarrkirche von Scheibbs in Niederösterreich zeigt ein Deckengemälde die Seeschlacht von Lepanto.

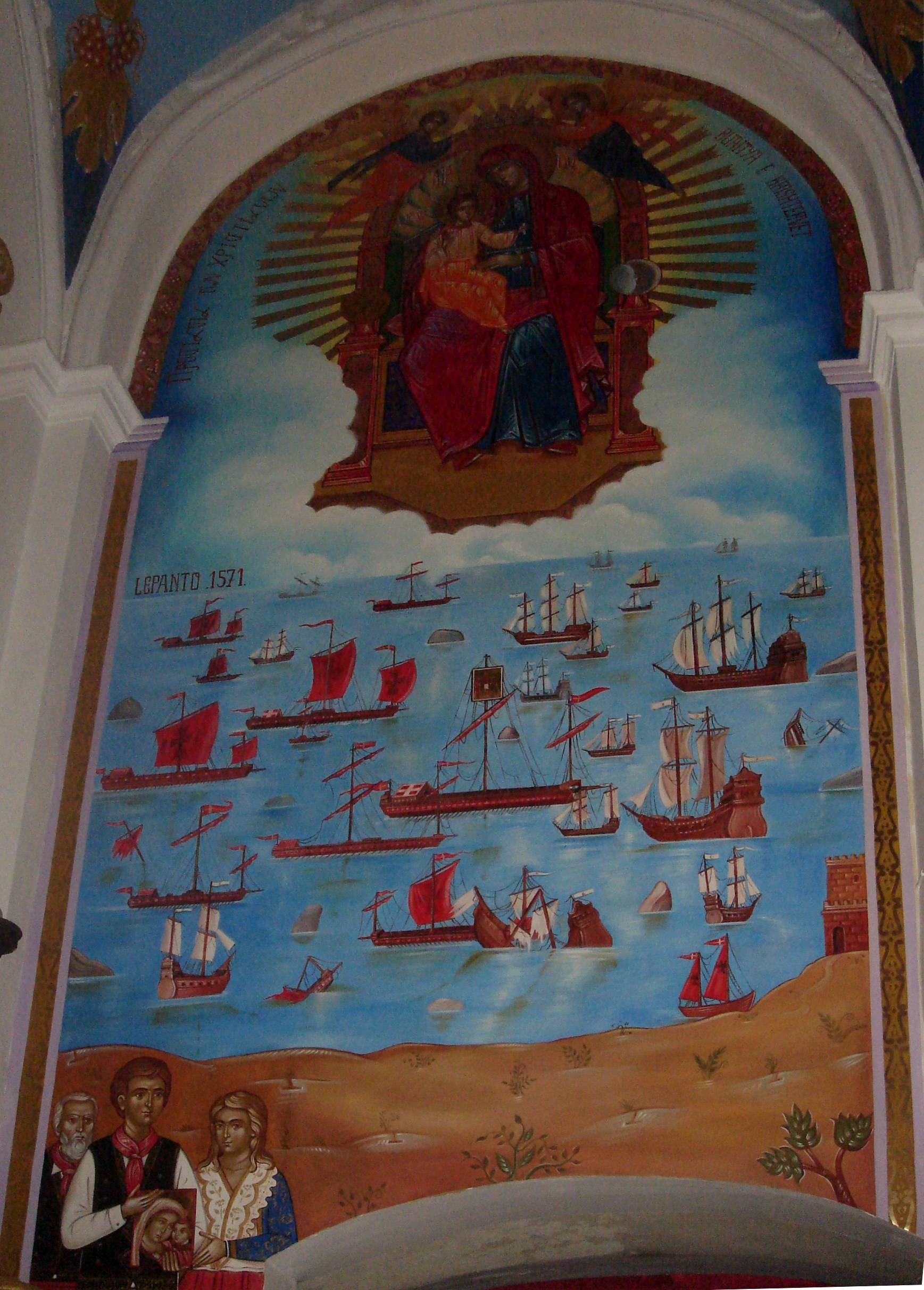
Die Seeschlacht von Lepanto in Civita

In der Kirche Santa Maria Assunta in Civita (Kalabrien, Italien) befindet sich ein Gemälde des albanischen Ikonografen Iosif Droboniku, das die Seeschlacht von Lepanto darstellt.
Das Thema wurde im Jahr 2001 von dem amerikanischen Maler Cy Twombly in einem Zyklus von zwölf großformatigen abstrakten Bildern thematisiert. Dieser Zyklus ist im Museum Brandhorst in München ausgestellt.
Gilbert Keith Chesterton veröffentlichte 1911 ein Gedicht über die Seeschlacht mit dem Titel „Lepanto“.
Der Komponist Andrea Gabrieli komponierte ein dreiteiliges Madrigal Asia Felice – Et io più all’hor felice Affrica – Felice Europa anch’io für die Siegesfeier in Venedig.

## Gedenken

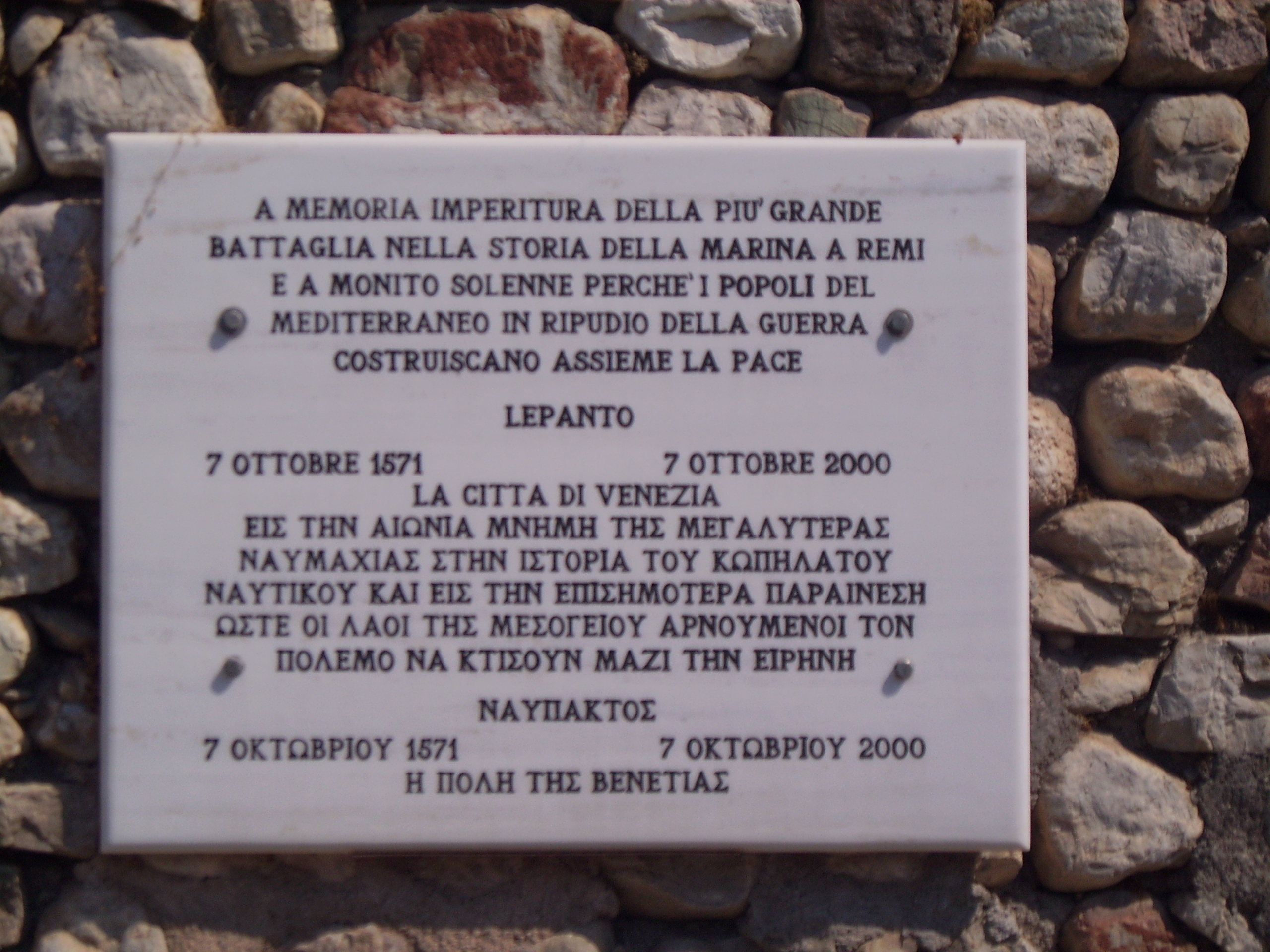
Venezianische Inschrift in Nafpaktos aus dem Jahr 2000 zur Erinnerung an die Seeschlacht von 1571

Die Schlacht wurde von Venedig für die Staatspropaganda verwendet, der Jahrestag der Schlacht wurde zu einem der wichtigsten Feiertage der Republik.
Bis zum heutigen Tag treffen sich alljährlich zum Jahrestag der Schlacht die Angehörigen der an der Schlacht beteiligten Adelsfamilien aus ganz Europa im Vatikan, um dieses Ereignisses zu gedenken.

## Film
- Die Seeschlacht von Lepanto. D 2002, Dokumentarfilm, 45 min., Regie: Marc Brasse, Produktion: Spiegel TV, ZDF.